# Das ZDF Schauspieler-Special
Das ZDF Schauspieler-Special ist eine von 1993 bis 1996 ausgestrahlte vierteilige Fernsehfilmreihe des Senders ZDF. Die Reihe wurde von der Phoenix Film Karlheinz Brunnemann GmbH & Co. Produktions KG mit Sitz in Berlin produziert (heute UFA Fiction).

## Inhalt
Das ZDF Schauspieler-Special nahm pro Episode jeweils einen Schauspieler aus dem deutschsprachigen Raum in den Fokus von zwei aufeinanderfolgenden Kurzfilmen, in denen er oder sie unterschiedliche Rollen verkörperte. Die Filme waren jeweils 45 Minuten lang und in zwei Teile gegliedert. Neben ihnen agierten ebenso namhafte Schauspieler in Nebenrollen, wie etwa Meret Becker, Ann-Kathrin Kramer, Veronica Ferres, Krystian Martinek, Florian Martens, Andreas Schmidt-Schaller und Hardy Krüger junior.

## Episodenliste
| Nr. | Originaltitel             | Erstausstrahlung | Regie                | Drehbuch          | Special-Titel                  |
| --- | ------------------------- | ---------------- | -------------------- | ----------------- | ------------------------------ |
| 1   | Kein perfekter Mann       | 16. Sep. 1993    | Franz Josef Gottlieb | Ulrich del Mestre | Walter Plathe Special          |
| 2   | Nicht nur der Liebe wegen | 20. Juni 1994    | Konrad Sabrautzky    | Remy Eyssen       | Heiner Lauterbach Special      |
| 3   | Glück auf Raten           | 1. Jan. 1995     | Dagmar Damek         | Markus Grobecker  | Peter Bongartz Special         |
| 4   | Eine lange Nacht          | 13. Dez. 1996    | Karin Hercher        | Karin Hercher     | Christiane Hörbiger Spezial II |

## Schauspieler-Specials
Schauspieler-Specials im ZDF haben eine lange Tradition. Dem Erfolg von Eine Frau bleibt eine Frau (1972) mit Lilli Palmer folgten eine Reihe ähnlicher Filme, zum Beispiel Diener und andere Herren (1978) mit Heinz Rühmann.